# جيوفاني فيتا
جيوفاني فيتا (بالإيطالية: Giovanni Fietta)‏ (14 نوفمبر 1984 في إيطاليا - ) هو لاعب كرة قدم إيطالي في مركز الوسط. لعب مع نادي تريفيزو ونادي سبيزيا ونادي كريمونيسي ونادي كومو وكالتشيو إيفريا ‏ وإيه أس بيتزاغيتوني.

## روابط خارجية
- جيوفاني فيتا على موقع قاعدة بيانات كرة القدم.إي يو (الإنجليزية)
- جيوفاني فيتا على موقع Soccerway.com (الإنجليزية)
- جيوفاني فيتا على موقع عالم كرة القدم.نت (الإنجليزية)